# Asia Ramazan Antar
Asia Ramazan Antar, nota anche con lo pseudonimo di Viyan Antar (Al-Qamishli, 1997 – Manbij, 30 agosto 2016), è stata una militare e attivista curda con cittadinanza siriana.
Asia Antar si unì, nel 2014, all'età di 16 anni all'Unità di Protezione delle Donne per combattere lo Stato Islamico nel conflitto del Rojava, nel quale perse la vita.
Divenne nota alle cronache internazionali dopo che le sue foto sono state diffuse su internet e venne soprannominata "l'Angelina Jolie curda" dai media internazionali per la sua somiglianza fisica. Questi confronti vennero ripudiati da parte di altri combattenti curdi e attivisti della causa curda, che definirono il confronto come sessista e oggettivante.

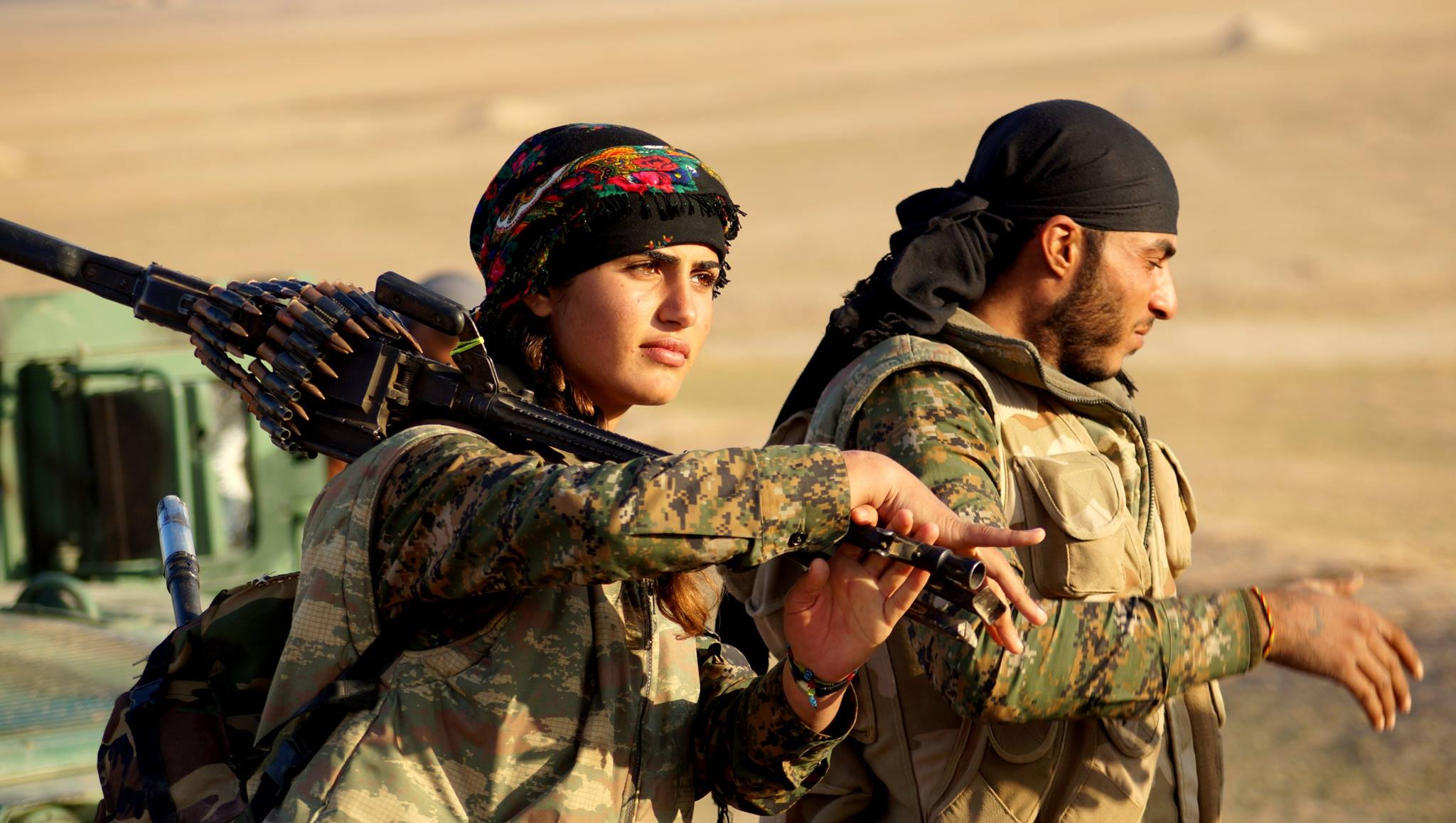
Viyan Antar nel novembre 2015

## Primi anni di vita
Nata in una famiglia curda, Asia Antar si sposò molto giovane in un matrimonio combinato dalla sua famiglia. Tuttavia, dopo tre mesi, fu in grado di divorziare grazie alle nuove leggi nella regione curda a seguito del conflitto del Rojava, che vietano i matrimoni combinati e la poligamia. Nel 2014, dopo il divorzio, è entrata a far parte delle Unità di Protezione delle Donne (YPJ) con l'ideale di lottare per l'emancipazione delle donne dalle mani dell'oppressione patriarcale nella regione.
Le informazioni fornite dai media occidentali sulla sua età sono state incoerenti, anche se il comandante YPJ Abdullah Shirin ha confermato che era nata nel 1997 e aveva 19 anni quando è morta.

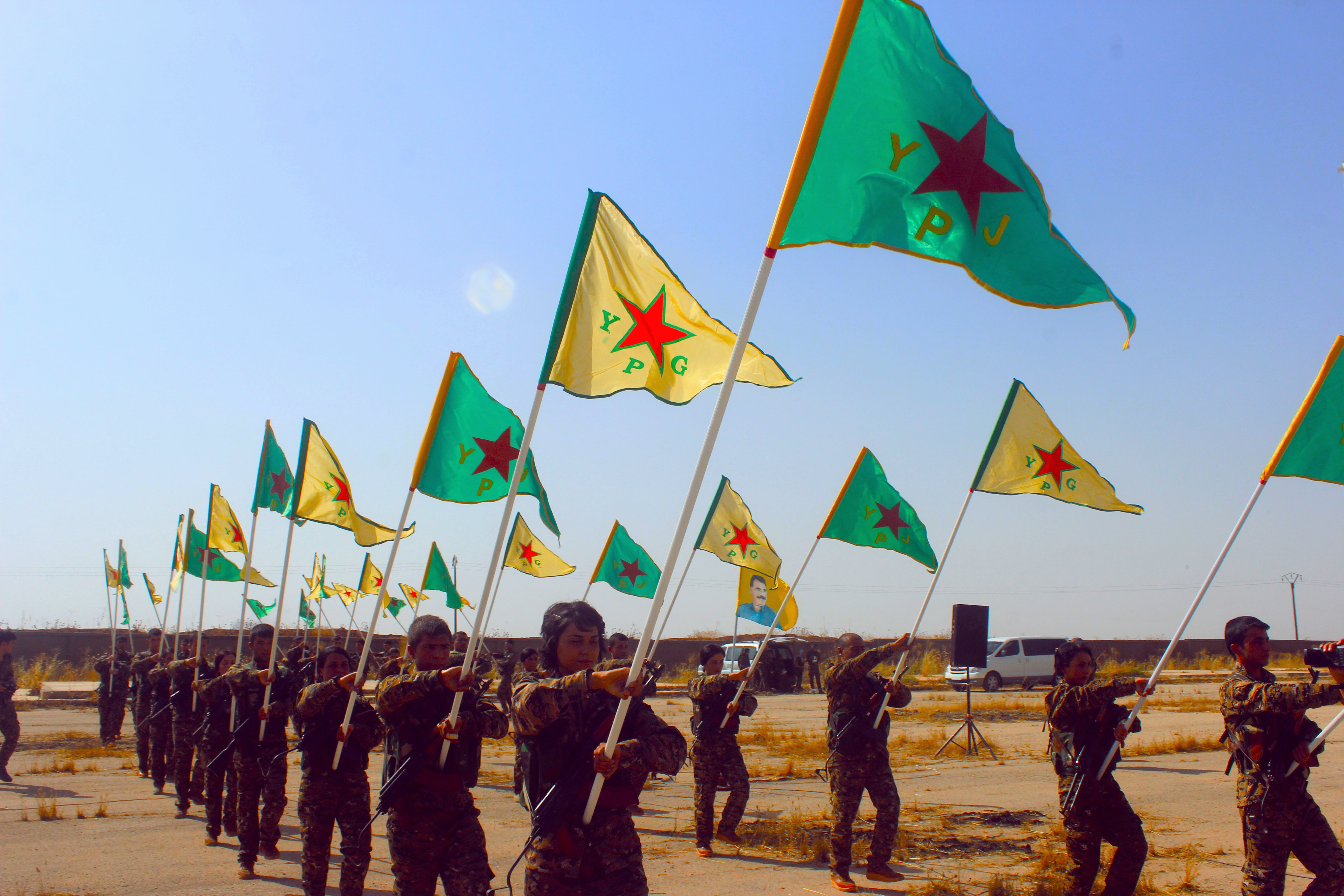
Combattenti di YPG e YPJ, nel 2016

## Trascendenza nei media
Antar ha attirato l'attenzione internazionale nel 2015 quando una fotogiornalista le ha fatto delle foto e l'ha descritta come "l'Angelina Jolie curda". Molti siti mediatici hanno ripreso le foto e hanno confrontato Asia anche con l'attrice spagnola Penélope Cruz.
Quando morì, i media e i titoli delle notizie riportarono la notizia come "L'Angelina Jolie curda è morta", sottolineando in ogni momento la somiglianza fisica tra le due e raramente discutendo della sua partecipazione alla lotta contro l'ISIS. Questa continua comparazione con l'attrice venne duramente condannata dai sostenitori della causa curda e da altri combattenti.

### Reazioni e accuse di sessismo
La minimizzazione di lei come persona è stata vista come umiliante da molte attiviste curde. Choman Kanaani, attivista e combattente curda che ha ripudiato il trattamento dei media occidentali sui fatti dell'Asia, ha detto alla BBC che "L'intera filosofia dell'YPJ è quella di combattere il sessismo e prevenire l'uso delle donne come oggetto sessuale", in riferimento alla posizione dell'YPJ sul sessismo. Ha inoltre aggiunto: "Vogliamo dare alle donne il loro legittimo posto nella società e dar loro la facoltà di scegliere i propri destini. Viyan è morta per questi ideali. Nei media, nessuno ha parlato degli ideali per i quali ha dato la vita, né di ciò che Viyan ha fatto per le donne nel Rojava negli ultimi quattro anni".

## Morte
Asia Antar venne uccisa durante un attacco nella città di Manbij dopo aver partecipato alla liberazione della città dalle mani dello Stato islamico nell'offensiva di Manbij. Sebbene i primi rapporti indicassero che lei e altri combattenti delle Unità di Protezione Popolare (YPG) erano morti vicino a Jarabulus a seguito di attacchi dell'esercito siriano libero, queste voci vennero smentite quando il portavoce dell'YPJ confermò che Asia Antar era morta in un attacco dello Stato Islamico.